# Epiphone Dot

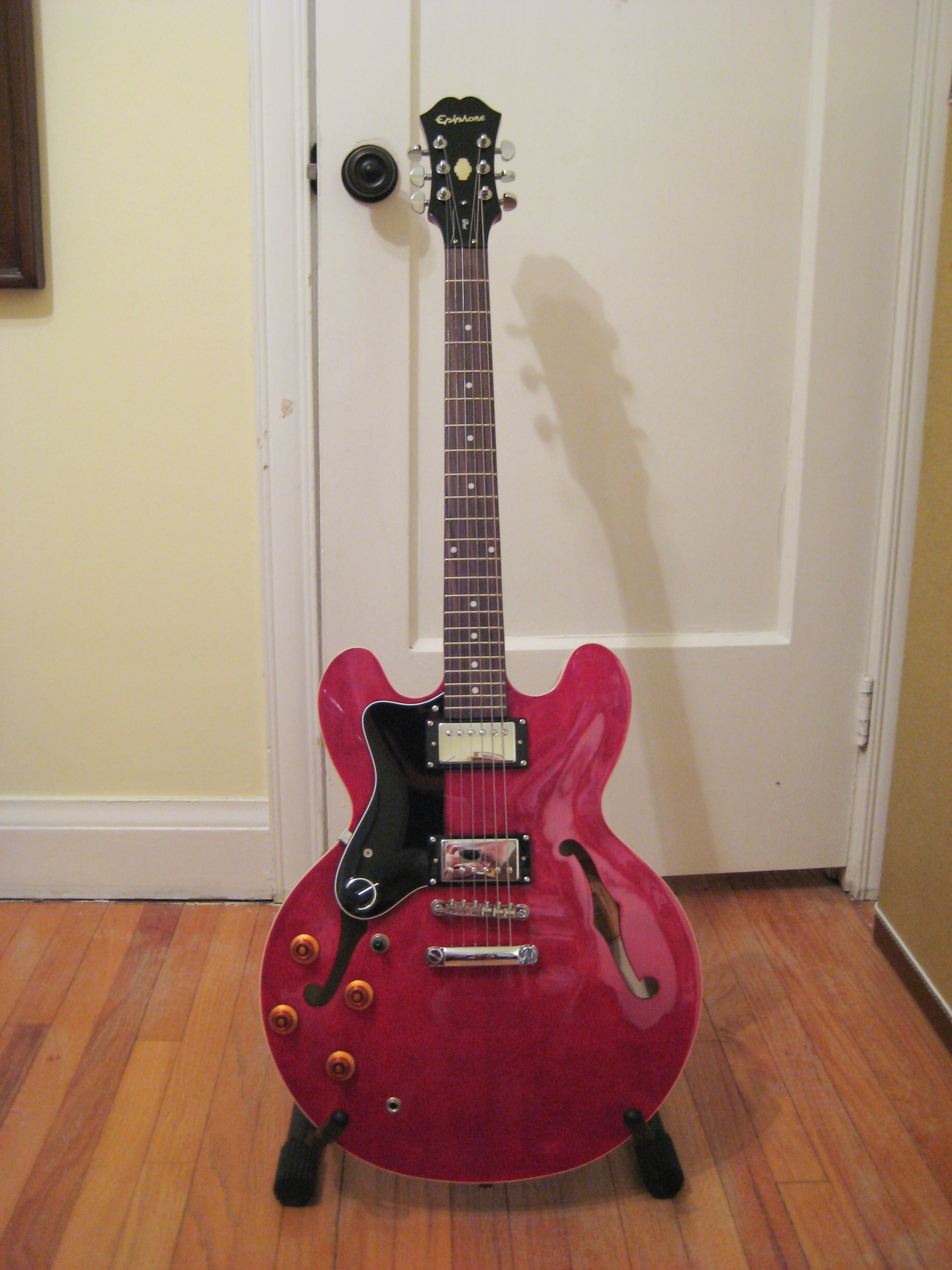
Epiphone Dot cherry per mancini

La Epiphone Dot è una chitarra elettrica con cassa semi-hollowbody del modello archtop, prodotta dall'azienda statunitense Epiphone dal 1997 come versione economica della Gibson ES-335, con un prezzo di listino tra i più alti dell'entry-level.
Di costruzione robusta, è una chitarra versatile con un suono caldo e potente, che la rende adatta al jazz, al blues e al rock, ma non all'heavy metal.

## Caratteristiche
La Epiphone Dot ha corpo semi-hollow in acero laminato, due fori di risonanza situati sui due lati di mogano o acero su cui sono montati i pick-up, il ponte e la cordiera. Questa configurazione la rende meno soggetta al feedback di quanto lo sia una chitarra hollow-body. Ha manico in mogano (prima del 2008 era fabbricato in acero) e tastiera in palissandro.
Il nome Dot si deve ai segnatasti, che sono costituiti da semplici punti (in inglese "dots"), mentre altre chitarre archtop prodotte da Epiphone quali la Casino o la Sheraton hanno intarsi in madreperla di forma maggiormente elaborata. Quanto ai pick-up, è dotata di due humbucker alnico (ciascuno provvisto di due potenziometri volume e tono), un selettore a tre vie, che consente al chitarrista di utilizzare uno o entrambi i pickup, un ponte tune-o-matic e una cordiera di tipo stop-bar. Sono in commercio anche modelli di Epiphone Dot privi dei caratteristici "dots" sul manico e con una sola coppia di potenziometri volume e tono. 
Prodotta dapprima in Corea del Sud, dal 2002 è fabbricata nel quartier generale di Epiphone a Qingdao, in Cina.

## Celebri utilizzatori
- David Bazan[13]
- Mary Halvorson[14]
- Josh Homme (Queens of the Stone Age)[6]
- Lee Ranaldo (Sonic Youth)[15]